# Arranque autógeno

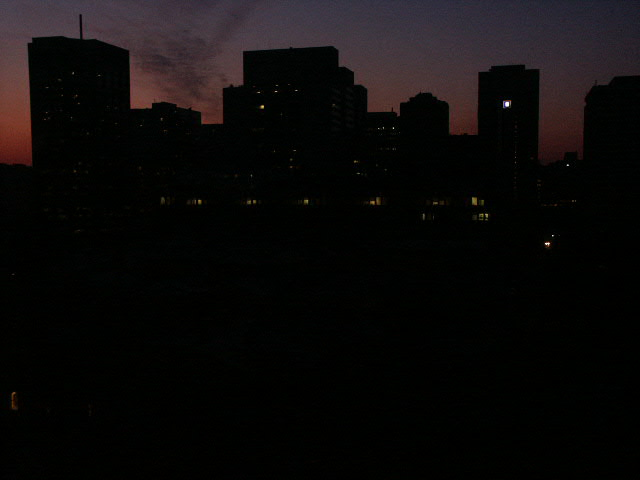
Toronto durante el apagón que sufrió en 2003.

El arranque autógeno, también conocido como arranque en negro, arranque negro, arranque a oscuras o arranque de emergencia es el proceso de restauración de una central eléctrica para el funcionamiento sin depender de la red externa de transmisión de energía eléctrica. En inglés se emplea el término black start (comienzo en negro). De forma más genérica se aplica a todos los sistemas que pueden comenzar sin ayuda exterior. Se suele emplear cuando se inaugura por primera vez una central eléctrica aislada de la red de alta tensión, o para reponer la operación de dicha red luego de un colapso del sistema interconectado nacional a causa de una falla grave en el mismo, que puede sacar de servicio muchas centrales o subestaciones transformadoras, o bien después de una operación de mantenimiento de la central en la que existe la posibilidad de que no haya en el momento energía eléctrica disponible de la red para su arranque.

## Introducción
Normalmente, la energía eléctrica utilizada dentro de una central eléctrica está provista por los generadores propios de la central. Si todos los generadores principales de la planta de energía están apagados, la energía para la alimentación de los servicios de la central es provista tomando energía eléctrica de la red mediante las líneas de transmisión desde el sistema interconectado. Sin embargo, durante un apagón masivo la energía de la red no estará disponible y en ausencia de la misma, no hay forma de arrancar la central, por lo cual debe realizarse el llamado arranque en negro para poner en funcionamiento la misma y llevarla a estado operativo nuevamente y poder conectarse de nuevo a la red. Para ello, la central eléctrica debe poseer tal capacidad. No todas las plantas eléctricas la poseen.
Para proporcionar el arranque en negro, las centrales eléctricas con capacidad de arranque autógeno tienen  grupos electrógenos (generalmente diésel aunque pueden ser a gas natural) que se utilizan para arrancar generadores más grandes (de varios megavatios de capacidad), que a su vez se utilizan para arrancar los generadores principales de energía de la central. Esto es así porque las turbinas de gas empleadas para producir electricidad no cuentan con motor de arranque sino que utilizan el generador principal como motor de arranque que necesita tensión de red para funcionar. Las plantas de generación que utilizan turbinas de vapor requieren por lo menos de hasta el 10% de su capacidad para alimentar las bombas de alimentación de agua de las calderas,  sopladores de aire para la combustión en calderas de tiro forzado, y para la preparación de combustible. Es poco rentable proveer de tanta capacidad de emergencia a cada planta, por lo que se proveen fuentes de energía para arranques en negro abastecidas por líneas interconectadas desde otra planta. A menudo las centrales hidroeléctricas son designadas como fuentes de arranque en negro para restaurar las interconexiones de la red. Una central hidroeléctrica necesita muy poca energía inicial para empezar (sólo lo suficiente para abrir las puertas de entrada y la excitación de las bobinas generadoras de campo), y se puede poner un gran bloque de potencia en línea muy rápidamente para permitir la puesta en marcha de centrales  de combustibles fósiles o nucleares. Ciertos tipos de generadores movidos por turbina de gas se puede configurar para arranque autógeno, proporcionando otra opción en lugares adecuados sin centrales hidroeléctricas.

## Secuencia de arranque en negro
Una secuencia típica (basada en una situación real) suele ser como sigue:
1. Se arranca el grupo electrógeno de emergencia instalado en la central hidroeléctrica. El arranque del grupo puede por medio de una batería o por aire comprimido.
2. La energía del generador diésel se utiliza para poner la central hidroeléctrica en funcionamiento.
3. Se energizan las líneas de transmisión claves entre la central hidroeléctrica y otras áreas.
4. La energía de la presa hidroeléctrica se utiliza para iniciar una de las plantas de carbón de carga base.
5. La energía de la planta de carga base se utiliza para reiniciar todas las otras fuentes de energía en el sistema, incluyendo las centrales nucleares.

La energía finalmente vuelve a la red general de distribución de electricidad y enviada a los consumidores. A menudo esto ocurrirá gradualmente; puesto que encender la red entera de una vez es inviable. En particular, después de un largo apagón en el verano, todos los edificios se calientan, y si la energía se restaura al mismo tiempo, sería mayor de la que la red puede ofrecer debido a la demanda de equipos como los acondicionadores de aire. En climas más fríos puede ocurrir un problema similar en invierno con el uso de dispositivos de calentamiento.
En una red grande, el arranque autógeno a menudo involucra iniciar múltiples "islas" de generación (cada una abasteciendo cargas de áreas locales), para luego sincronizar y volver a conectar estas islas para formar una red completa. Las centrales eléctricas implicadas tienen que poder aceptar grandes cambios escalonados en la carga mientras la red es reconectada.

## Limitaciones
No todas las plantas generadoras son adecuadas para el arranque en negro. Las turbinas de viento no son adecuadas como base para el arranque autógeno porque el viento puede no estar disponible cuando sea necesario. Los aerogeneradores, las centrales minihidráulicas, o las plantas micro-hidráulicas, a menudo están conectados a generadores de inducción que son incapaces de proporcionar energía para revitalizar la red. La unidad de arranque autógeno también debe ser estable cuando se opera con la gran carga reactiva de una línea de transmisión larga. Muchas estaciones de conversión de corriente continua de alta tensión (CCAT) no pueden operar en un sistema "muerto", ya que requieren el establecimiento de alimentación del sistema en el extremo de la carga. Esto no es cierto en los esquemas CCAT basados en modulación por ancho de pulsos.